# Anton von Lindern
Anton von Lindern (geboren 15. November 1811 in Jever, Herrschaft Jever; gestorben 21. Dezember 1850 in Bremen) war ein deutscher evangelisch-lutherischer Pastor und Abgeordneter des Oldenburger Landtags.

## Leben
Anton von Lindern war ein Sohn des Kaufmanns Gerhard von Lindern und der Gesche Haye. Er heiratete 1843 Sophia Minssen, Schwester von Johann Friedrich Minssen. Sie hatten fünf Kinder. Er war verschwägert mit Heinrich Georg Ehrentraut und mit den Brüdern Eilhard Mitscherlich und Karl Gustav Mitscherlich. Der spätere Delmenhorster Stadtarchivar Georg von Lindern (1898–1975) ist nicht mit ihm verwandt.
Von Lindern besuchte das Mariengymnasium Jever und studierte Theologie in Heidelberg, Jena und Berlin. Nach dem Tentamen war er 1835/36 Religionslehrer in Heidelberg und von 1836 bis 1840 Lehrer in Ostende in Belgien. 1842 machte er das theologische Examen und war in den folgenden Jahren Hilfsprediger und Rektor in Delmenhorst. Von Lindern wurde 1850 zum Pastor in Atens bestellt, starb aber Ende des Jahres.
Von Lindern war zwischen 1848 und 1850 Abgeordneter im 2. und 3. Oldenburgischen Landtag und wurde unterstützt vom demokratischen „Delmenhorster Volksverein“. Er war 1848 Wahlmann für die Abgeordnetenwahl zur Frankfurter Nationalversammlung.